# Ellenberg-Kapf
Ellenberg-Kapf ist ein Naturschutzgebiet in Dertingen, einem Stadtteil von Wertheim im Main-Tauber-Kreis in Baden-Württemberg.

## Geographie
Das Naturschutzgebiet liegt auf der Gemarkung des Wertheimer Stadtteils Dertingen.

## Geschichte
Mit einer Verordnung des Regierungspräsidiums Stuttgart über das Naturschutzgebiet Ellenberg-Kapf vom 6. Oktober 1986 wurde das Schutzgebiet ausgewiesen. Neun Hektar im Nordwesten wurden bereits 1974 zum Schonwald erklärt.
Durch die Ausweisung des Naturschutzgebiets Ellenberg-Kapf verringerte sich die Fläche des Landschaftsschutzgebiets Wertheim um 18 Hektar.

## Schutzzweck
Schutzzweck des Naturschutzgebiets ist die Erhaltung des lichten Laubmischwaldes mit vielen seltenen Pflanzen, insbesondere des Diptams. Der Schonwald wurde bereits 1974 erklärt mit dem Ziel, die seltenen Pflanzengesellschaften zu erhalten. Um das Diptamvorkommen zu erhalten, muss der Wald von Zeit zu Zeit aufgelichtet werden (Regierungspräsidium Stuttgart).

## Beschreibung
Das Gebiet Ellenberg-Kapf ist gekennzeichnet durch einen exponierten südlichen Teil (Kapf) des Ellenberges, auf unterem Muschelkalk mit ausgesprochen schlechter Wüchsigkeit, einen Niederwald mit vielen seltenen Pflanzen, eine Steppenheide und einen Föhrenwald. Zur Erhaltung des Gebiets ist eine umfangreiche Pflege erforderlich.